# Hotel California (album)
Hotel California – piąty studyjny album rockowej grupy Eagles, wydany w 1976 roku. Na tej płycie znalazł się największy przebój Eagles – Hotel California, od którego swoją nazwę przyjęła cała płyta.
Album został sklasyfikowany w 2003 roku przez magazyn Rolling Stone na 37. miejscu w rankingu 500 najlepszych albumów wszech czasów.

## Lista utworów
| 1. | Hotel California                                                             | 6.30  |
|    | (Don Felder, Don Henley i Glenn Frey) śpiew - Don Henley                     |       |
| 2. | New Kid in Town                                                              | 5.04  |
|    | (John David Souther, Don Henley i Glenn Frey) śpiew - Glenn Frey             |       |
| 3. | Life in the Fast Lane                                                        | 4.46  |
|    | (Joe Walsh, Don Henley i Glenn Frey) śpiew - Don Henley                      |       |
| 4. | Wasted Time                                                                  | 4.55  |
|    | (Don Henley i Glenn Frey) śpiew - Don Henley                                 |       |
| 5. | Wasted Time (reprise)                                                        | 1.22  |
|    | (Don Henley, Glenn Frey i Jim Ed Norman)                                     |       |
| 6. | Victim of Love                                                               | 4.11  |
|    | (Don Felder, John David Souther, Don Henley i Glenn Frey) śpiew - Don Henley |       |
| 7. | Pretty Maids All in a Row                                                    | 4.05  |
|    | (Joe Walsh i Joe Vitale) śpiew - Joe Walsh                                   |       |
| 8. | Try and Love Again                                                           | 5.10  |
|    | (Randy Meisner) śpiew - Randy Meisner                                        |       |
| 9. | The Last Resort                                                              | 7.25  |
|    | (Don Henley i Glenn Frey) śpiew - Don Henley                                 |       |
|    |                                                                              | 43:28 |
|    |                                                                              |       |

## Twórcy
- Joe Walsh – śpiew, gitara, keyboard
- Don Felder – śpiew, gitara
- Glenn Frey – śpiew, gitara, keyboard
- Randy Meisner – śpiew, bas
- Don Henley – śpiew, bębny, perkusja

## Single
- New Kid in Town – wydany 7 grudnia 1976 roku
- Hotel California – wydany 22 stycznia 1977 roku
- Life in the Fast Lane – wydany 3 maja 1977 roku

## Produkcja
- Bill Szymczyk – producent
- Allan Blazek, Bruce Hensal, Ed Mashal, Bill Szymczyk – inżynierzy
- Bill Szymczyk – mixing
- Jim Ed Norman – kierownik muzyczny
- Sid Sharp – koncert master
- Don Henley, John Kosh – dyrektorzy artystyczni
- John Kosh – projektant
- David Alexander – fotograf
- Norman Seeff – projektant plakatu
- Ted Jensen – mastering i remastering